# Патрік Гуннарссон
Патрік Сігурдур Гуннарссон (ісл. Patrik Sigurður Gunnarsson, нар. 15 листопада 2000, Коупавогюр, Ісландія) — ісландський футболіст, воротар бельгійського клубу «Кортрейк» та національної збірної Ісландії.

## Клубна кар'єра
Патрик Гуннарссон народився у місті Коупавогюр і є вихованцем місцевого клубу «Брєйдаблік». З 2017 року він почав залучатися до основної команди але в першому складі так і не зіграв жодного матчу. А вже за рік відправився до Англії, де приєднався до клубу Чемпіоншип «Брентфорд». Але у новій команді молодий воротар не зміг закріпитися, провівши лише одну гру і був змушений відправитися в оренду. Спочатку це був клуб англійської Першої ліги «Саутенд Юнайтед». А сезон 2020/21 Патрик провів у Данії, де також на правах оренди грав у клубах «Віборг» та «Сількеборг».
По завршенні сезону в Данії воротар відправився до Норвегії, де до кінця сезону грав в оренді у клубі «Вікінг». Після закінчення терміну оренди на правах вільного агента Патрик підписав з норвезьким клубом повноцінний контракт.
В липні 2024 року Патрик Гуннарссон приєднався до бельгійського «Кортрейка», з яким підписав контракт на чотири роки.

## Збірна
З 2016 року Патрик Гуннарссон є гравцем юнацьких збірних Ісландії. У березні 2021 року він брав участь у молодіжному Євро, що проходив на полях Угорщини та Словенії.
У січні 2020 року воротар отримав виклик до національної збірної Ісландії на товариську матчі. Але того разу на полі він так не з'явився.
9 червня 2022 року у товариському матчі проти Сан-Марино Патрик Гуннарссон дебютував у складі національної збірної Ісландії.

## Досягнення
Віборг
- Переможець Першого дивізіону чемпіонату Данії: 2020/21[9]